# Altoona (Iowa)
Altoona és una població dels Estats Units a l'estat d'Iowa. Segons el cens del 2000 tenia 10.345 habitants.

## Demografia
Segons el cens del 2000, Altoona tenia 10.345 habitants, 3.850 habitatges, i 2.895 famílies. La densitat de població era de 708,2 habitants per km².
Dels 3.850 habitatges en un 43,7% hi vivien nens de menys de 18 anys, en un 58,5% hi vivien parelles casades, en un 14% dones solteres, i en un 24,8% no eren unitats familiars. En el 19,9% dels habitatges hi vivien persones soles el 5,4% de les quals corresponia a persones de 65 anys o més que vivien soles. El nombre mitjà de persones vivint en cada habitatge era de 2,66 i el nombre mitjà de persones que vivien en cada família era de 3,08.
Per edats la població es repartia de la següent manera: un 30,6% tenia menys de 18 anys, un 8,1% entre 18 i 24, un 33,3% entre 25 i 44, un 20,3% de 45 a 60 i un 7,7% 65 anys o més.
L'edat mediana era de 32 anys. Per cada 100 dones de 18 o més anys hi havia 85,9 homes.
La renda mediana per habitatge era de 50.162 $ i la renda mediana per família de 58.306 $. Els homes tenien una renda mediana de 36.030 $ mentre que les dones 28.205 $. La renda per capita de la població era de 20.336 $. Entorn del 4% de les famílies i el 5,5% de la població estaven per davall del llindar de pobresa.

## Poblacions més properes
El següent diagrama mostra les poblacions més properes.